# Bleke morgenster
De bleke morgenster (Tragopogon dubius) is een kruidachtige, tweejarige plant uit de composietenfamilie (Asteraceae). De soort komt van nature voor van Europa tot West-Azië. De plant is ingevoerd in Noord-Amerika.
De plant wordt 40-80 cm hoog en heeft een grote penwortel. De plant bevat veel melksap. De tot 25 cm lange bladeren zijn lancetvormig en op dwarsdoorsnede driehoekig. Aan de basis zijn de bladeren 2,5 cm breed en lopen naar boven spits toe. Bleke morgenster bloeit van mei tot juli met alleenstaande, bleekgele lintbloemen, waarbij de 3 cm lange en 3 mm brede omwindselbladen langer zijn dan de lintbloemen. De bloemstengel is naar boven sterk verbreed en net onder het bloemhoofd hol. De stijlen zijn paars.
De vrucht is een tot 3 cm lang nootje met 1 cm lang gesteeld wit vruchtpluis. Als zodanig vormt zich een "pluizenbol".

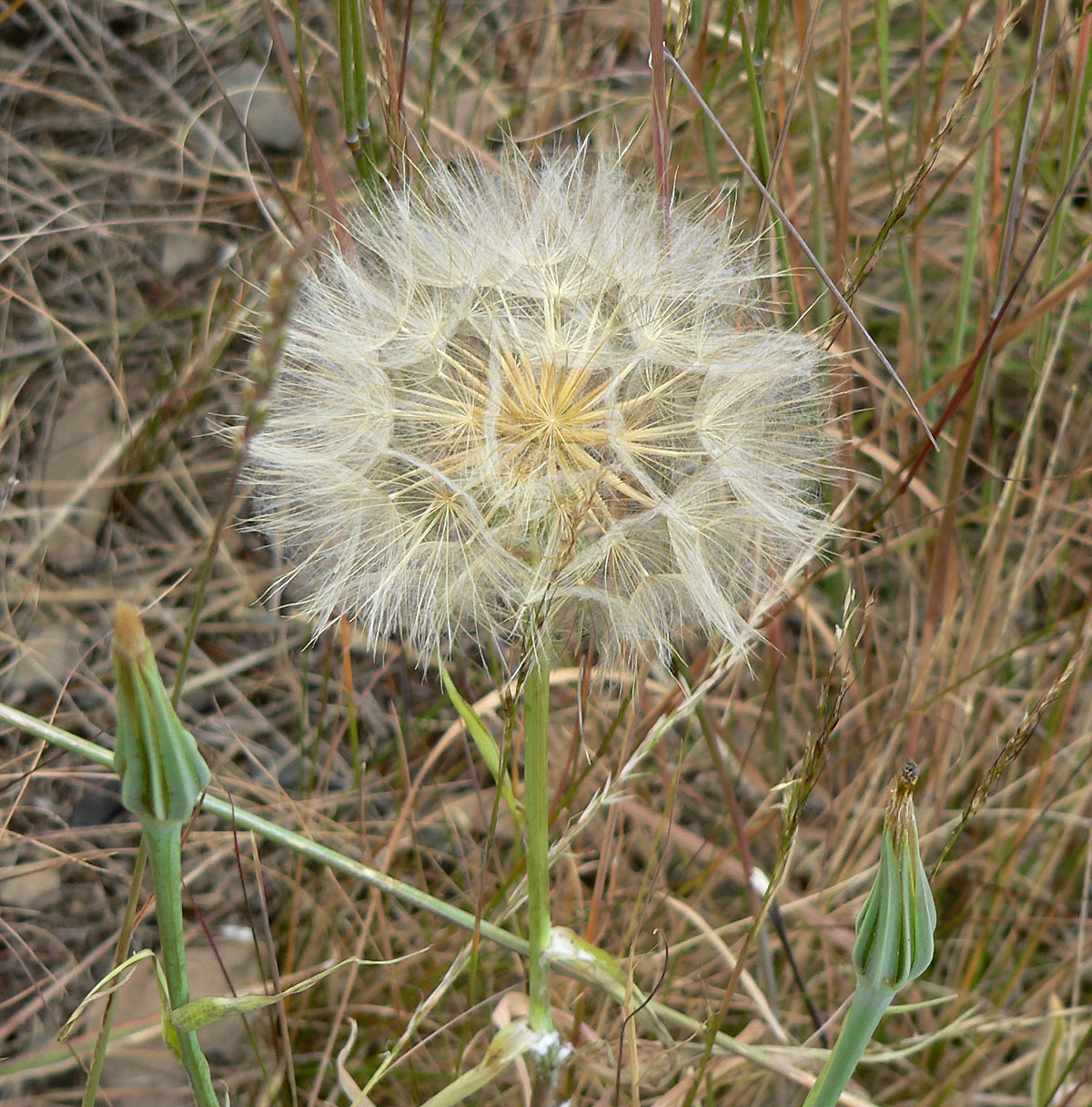
vruchtpluis

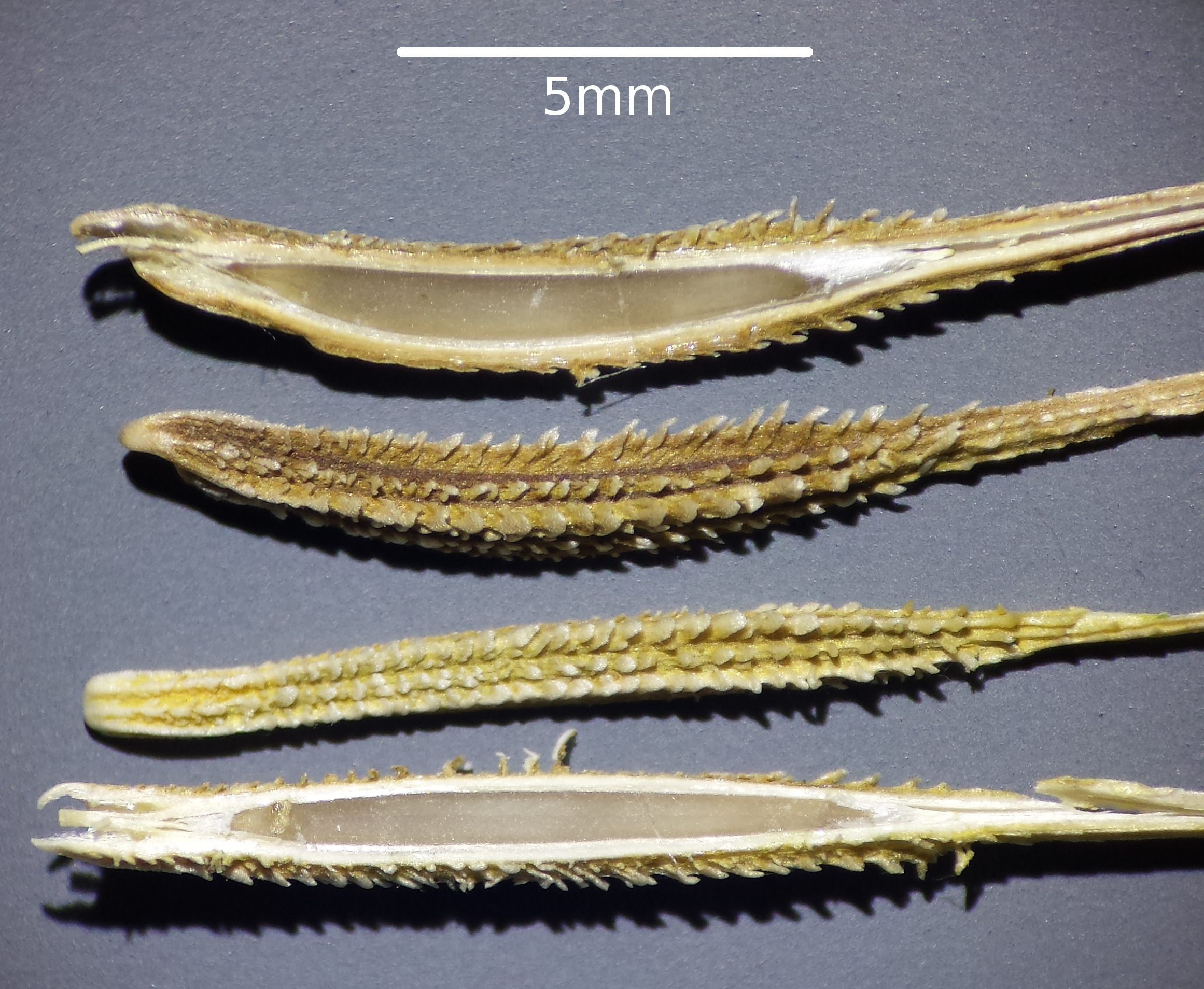
Nootjes (opengesneden)

De bleke morgenster komt voor op open, tamelijk droge zandgrond, op spoordijken en industrieterreinen.

## Gebruik
De wortel van bleke morgenster is eetbaar en meegenomen door de emigranten uit Europa naar Noord-Amerika, waar het tot een onkruid is verworden.